# قريبي فيني
قريبي فيني (بالإنجليزية: My Cousin Vinny) فيلم كوميدي أمريكي أصدر عام 1992، وهو من إخراج جوناثان لاين، وسيناريو كتبه دايل لاونر. وبطولة جو بيشي، ورالف ماتشيو، وماريسا تومي، وميتشل وتفيلد، ولين سميث، وبروس ماكجيل، وفريد جوين؛ في فيلمه الأخير.
قصة الفيلم تدور حول شابين من سكان نيويورك. يقوم هذين الشابين بالسفر عبر الريف في ولاية ألاباما حيث تم اعتقالهما ومحاكمتهما بتهمة قتل لم يرتكباها، ويعرض الفيلم المحاولات الكوميدية للدفاع عنهم على يد قريب أحد الشابين، ويدعى القريب هذا فنسنت 'فيني' جامبيني، وهو محام الذي اجتاز فقط مؤخرًا اختبار المحاماة بعد عدة محاولات فاشلة. يظهر جزء كبير من الفكاهة بسبب التفاعل بين شخصيات الفيلم التي تأتي من بيئة مختلفة؛ سكان نيويورك إيطاليين الاصل (فيني وخطيبته، موناليزا) وهم مدنيين وصاخبين، وسكان المدن الصغيرة الجنوبية الذين يعتبرون أكثر تحفظًا.
حقق الفيلم نجاح بالنسبة لنقاد الافلام وحقق نجاح ماديا أيضا، اثنى النقاد على كل من الممثلين بيشي وجوين وتومي على أدائهم، وحازت الممثلة ماريسا تومي أيضا على جائزة الأوسكار لأفضل ممثلة مساعدة. كما تمت الإشادة بالفيلم ومدحه كثيرا من قبل المحامين لتصويره الدقيق لإجراءات المحاكم واستراتيجيات المحاكمة.

## الحبكة
أثناء قيادتهم عبر ألاباما في سيارتهم المكشوفة من النوع بويك سكايلارك 1964 ذات اللون الاخضر الفاتح المعدني، يقوم بيل جامبيني وستان روثنشتاين، وهم طلاب جامعيين من نيويورك الذين حصلوا على منح دراسية للتو من جامعة كاليفورنيا في لوس أنجلوس، بالتسوق في متجر صغير يدعى ساك-أو-سادس ويسرقون بطريق الخطأ علبة تونة صغيرة. بعد مغادرتهم، يتعرض موظف المتجر للسرقة والقتل، ويتم القبض على بيل وستان بتهمة القتل. بسبب أدلة ظرفية والاعتراف بالسرقة التي يسوء فهمها على انها السرقة التي تم فيها اطلاق النار، يتهم بيل بجريمة قتل من الدرجة الأولى (قتل متعمد) ، ويتهم ستان كشريك اضافي. تقوم والدة بيل بتذكيره بوجود محام في العائلة: ابن عمه فيني. يقوم فنسنت لاجوارديا «فيني» جامبيني بالسفر إلى تلك المنطقة برفقة خطيبته، موناليزا فيتو. يظهر فيني استعداده على أخذ القضية، على الرغم من أنه محامي إصابات شخصية من بروكلين، الذي تم قبوله حديثًا في نقابة المحامين، ولا يوجد لديه أي خبرة في جلسات المحاكم.
يتمكن فيني من خداع قاضي المحكمة، تشامبرلاين هولر، على انه خبير بما فيه الكفاية ليكون محام في هذه القضية. يسبب جهل فيني لإجراءات قاعة المحكمة الأساسية، وجهله للباس الزي المناسب للمحكمة، وموقفه الوقح نوعا ما، في إصدار القاضي قرار حبسه بتهمة ازدراء المحكمة، وهو قرار يتخذه القاضي مرارا وتكرارا خلال مجرى القضية. لا يقوم فيني بالاستجواب المضاد ضد أي من الشهود في الجلسة الأولية، وهو الامر الذي يسبب لغضب وحقد موكليه. باستثناء عدم العثور على سلاح قتل؛ يبدو أن محامي المقاطعة، جيم طراطر الثالث، لديه قضية قوية ضد الشابين التي من شأنها أن تؤدي إلى حكم الإدانة. بعد العرض المزري الذي قدمه فيني في الجلسة، يقوم ستان بطرده كمحاميه ويقوم بتعيين المحامي العام، جون غيبونز، وكاد ان ينجح تقريبا باقناع بيل بالقيام بنفس الشيء. ومع ذلك، عند استجواب الشاهد الأول، يقوم المحامي العام، بالشعور بالتوتر والتلعثم بشكل مستمر، وبسبب ذلك، يسبب هذا المحام بتعزيز قضية الادعاء، وهو الأمر الذي خشي ستان أن يفعله فيني.
على الرغم من اخطائه، يظهر فيني أنه قادر على تعويض قلة خبرته بأسلوب استجواب عدواني وإدراكي وواعي. سرعان ما يقوم فيني بدحض شهادة الشاهد الأول والقاء الشك عليها، وبذلك يطمئن بيل وستان. يقوم ستان باقالة المحامي العام ويعيد تعيين فيني كمحام له، بعد ذلك؛ يقوم فيني بدحض شهادة الشاهدين التاليين في الاستجواب بشكل كامل ومتكامل.
في اليوم الثالث للمحاكمة، يقوم المحام طراطر باستحضار شاهدًا مفاجئًا، وهو محلل في مكتب التحقيقات الفيدرالي يدعى جورج ويلبر. يعترض فيني على حضور الشاهد وذلك لأن السيد طراطر فشل في إبلاغه بشكل صحيح وفي وقت مبكر على حضوره، ولكن يقوم القاضي برفض حجته. يشهد السيد ويلبر بأن النمط والتحليل الكيميائي لعلامات إطارات السيارة التي تركت في مسرح الجريمة، متطابقين مع الإطارات الموجودة في سيارة البويك الخاصة لبيل. يأمر القاضي هولر بالخروج لفرصة الغداء مباشرة بعد الفحص المباشر للسيد ويلبر. يطلب فيني بتأجيل المحكمة ليوم كامل وذلك من اجل الاستعداد بشكل صحيح للاستجواب، لكن القاضي هولر يرفض طلبه هذا. في ظل توفر فترة استراحة الغداء فقط للتحضير وعدم القدرة على التفكير بأسئلة قوية، يقوم فيني بتوبيخ واستهجان خطيبته ليزا للتنفيس عن نفسه. ومع ذلك، يدرك فيني أن إحدى صور ليزا تحمل مفتاح حل لغز القضية: علامات الإطارات المسطحة والمتوازية الموجودة على الرصيف تكشف أنه لم يكن من الممكن استخدام سيارة بيل في الهرب من ساح.
بعد الطلب من الشريف المحلي بالقيام بالبحث في السجلات، يجر فيني خطيبته موناليزا الغاضبة للمحكمة من اجل ان تدلي بشهادتها كشاهد خبير. تحت استجواب فيني، تشهد ليزا انه فقط سيارة مع تعليق خلفي مستقل و Positraction يمكنها ان تصنع اثار الاطارات (الموجودة خارج المتجر -ساحة الجريمة)، أي انه لا يمكن لسيارة بيل البويك 1964 ان تترك اثار كهذه. يوجد نوع من السيارات، الذي يملك شكل ولون شبيه لسيارة بيل، يمكنه ان يترك اثار الاطارات هذه، وهذا النوع هو سيارات بونتياك تيمبست 1963 المتوفرة بنفس لون سيارة بيل. يقوم فيني باستدعاء جورج ويلبر على منصة الشهود؛ الذي يؤكد الامر هذا. يقوم فيني بعد ذلك باستدعاء الشريف المحلي لمنصة الشهود، ويقوم الشريف بادلاء شهادة بانه تم اعتقال شابين لديهم مظهر خارجي شبيه ببيل وستان في ولاية جورجيا، وكان هذين الشابين يقودان سيارة بونتياك تيمبيست مسروقة (لونها اخضر فاتح معدني مثل سيارة بيل وستات)، وكان بحزوتهما مسدس من نفس عيار السلاح الذي تم استعماله لارتكاب جريمة قتل موظف المتجر وسرقته. يقوم المحامي طراطر بصرف الاتهامات ضد بيل وستان. يقوم القاضي بمباركة فيني، وعند رحلة العودة للبيت، يقوم فيني وخطيبته ليزا بالجدال والشجار حول مخططات زفافهم.

## طاقم الممثلين
- جو بيشي - فنسنت لاغوارديا 'فيني' جامبيني
- ماريسا تومي - موناليزا فيتو
- رالف ماتشيو - بيل جامبيني
- ميتشل وتفيلد - ستان روثينستاين
- فريد جوين - القاضي تشامبيرلاين هولر
- لاين سميث - جايمس طراطر الثالث
- بروس ماكجيل - الشريف دين فارلي
- اوستين بيندلتون - جون غيبونس
- كريس إليس - جي.تي
- جيمس ريبورن - جورج ويلبر
- موري تشيكن - سام تيبتون
- بولين مايرز - كونستانس رايلي
- رينور سسحياني - ايرني كراين
- مايكل سيمبسون - نيكبرايس
- لوو ووكر - طاهي الجريش
- كيني جونز - جيمي ويليس

## تقييم الفيلم

### الإيرادات
بميزانية قدرها 11 مليون دولار، حقق فيلم قريبي فيني (بالإنجليزية: My Cousin Vinny) أكثر نجاحًا مما كان متوقعًا، حيث يبلغ إجمالي ايراداته المالية 52,929,168 دولارًا في صالات السينما المحلية (اميركا) و 11,159,384 دولارًا على المستوى الدولي، وبذلك يبلغ إجمالي ايراداته المالية على المستوى العالمي 64,088,552 دولار.

### الاستقبال النقدي
حاز الفيلم على نقد إيجابي بشكل عام. في روتن توميتوز، حصل الفيلم على تقييم 86٪ استنادًا إلى 56 تقييمًا. يقول إجماع الموقع بخصوص هذا الفيلم: «إن التفاعل الهزلي المحترف بين جو بيشي وماريسا تومي يساعد على تحسين سيناريو فيلم ' قريبي فيني ' الذي يمكن التنبؤ به، والنتيجة هي كوميديا حادة ومثيرة للضحك في قاعة المحكمة.»  في موقع ميتاكريتيك، حصل الفيلم على 68 درجة من أصل 100 استنادًا إلى آراء 23 من النقاد. الجمهور الذي تم استطلاع رأيه في سينماسكور اعطى الفيلم درجة "A-" على مقياس A + إلى F.
أعطى روجر ايبرت الذي عمل في شيكاغو-صن تايمز، تقييم 2.5 نجمة من أصل 4 نجوم لفيلم قريبي فيني (بالإنجليزية: My Cousin Vinny) . واعطى ملاحظة أنه على الرغم من مشاركة الممثل ماتشيو في الفيلم، لم يكن له دور كبير، وكان الفيلم يبدو وكانه تائه حتى وصلت مشاهد قاعة المحكمة النهائية الرهيبة عندما قدم كل من جوين وبيشي وتومي عروضًا فكاهية.
فازت الممثلة ماريسا تومي بجائزة الأوسكار لأفضل ممثلة مساعدة في حفل توزيع جوائز الأوسكار الخامس والستين في عام 1993، وهي الفئة الوحيدة التي ترشح الفيلم لها. 

## الدقة القانونية في الفيلم
المخرج جوناثان لاين لديه شهادة في القانون (المحاماة) من جامعة كامبريدج،  وأشاد المحامين ومدحوا بشدة دقة فيلم قريبي فيني بعرضه وتصويره الدقيق لإجراءات المحاكم واستراتيجيات المحاكمة. واشار أحد المحامين إلى أن "إن الفيلم قريب من الواقع حتى في تفاصيله". جزء من السبب الذي وراء قوة بقاء وشهرة هذا الفيلم بين المحامين هو أنه، على عكس افلام أخرى، مثلا، القليل من الرجال الفاضلين، يمكن لكل ما يحدث في هذا الفيلم -قريبي فيني- ان يحدث في الواقع وكثيرا ما يحدث فعلا من هذا الفيلم على ارض الواقع في قاعة المحاكمة ". تناقش أحد الكتب القانون هذا الفيلم بالتفصيل باعتباره "فيلم الذي يعتبر مقدمة مسلية ومفيدة للغاية لفن تقديم الشهود الخبراء في المحاكمة، مفيد للخبراء المبتدئين والمحامين الشرعيين"؛  بالإضافة لذلك، المحامين المدافعين الجنائيين، وأساتذة القانون والمحاماة، وغيرهم من المحامين يستخدمون هذا الفيلم لإظهار كيفية الإستجواب ، Relevance (law) ،الإستجواب الدقيق .

مدح قاضي United States Court of Appeals for the Seventh Circuit ريتشارد بوسنر فيلم قريبي فيني 
 في كتاب «عشرة أشياء يمكن لكل محامي محاكمة أن يتعلمها من فنسنت لاغوارديا جامبيني»، أشاد ومدح جوزيف فليتشر أندرسون جونيور، وهو قاضي في مقاطعة ساوث كارولينا، بأساليب فيني في قاعة المحاكمة كمثال تدريسي عن «الوصايا العشر للاستجواب الذي وضعها إرفنج يونجر»، وكتب أن الفيلم يتنبأ الحكم في Kumho Tire Co. v. Carmichael - 1999 بخصوص المعيار المزدوج. واستنبط خلاصة بأن لاين وكاتب السيناريو دايل لاونر «قد أعطونا أداة تعليمية رائعة من اجل ان نعلم مهنتنا، بالإضافة لإنتاج فيلم لا يقدر بثمن الذي يمنح الجمهور عامةً إيمانًا متجددًا في محاكمة القانون العام ونظام الخصومة في المحكمة كأفضل طريقة لتحديد الحقيقة وتحقيق العدالة». صرح القاضي ميريك غارلاند من محكمة الاستئناف الأمريكية في دائرة مقاطعة كولومبيا في قرار اصدره عام 2019، «في عام 1992، قام فينسنت جامبيني بتدريس مواد من درجة الماجستير في الاستجواب»، وقد إستشهد القاضي غارلاند بالكثير وبشكل واسع من مشهد الاستجواب الموجود في الفيلم عند إصدار قراره هذا.

كتب البروفيسور البيرتو بيرنابي وهو بروفيسور في كلية الحقوق بجامعة جون مارشال أن «فيني مهمل وفظيع بالنسبة للأشياء التي نقوم بتدريسها في كلية الحقوق، لكنه جيد جدًا باداء فيما لا نعلمه»:
 استشهد قاضي المحكمة العليا في الولايات المتحدة أنتونين سكاليا بـفيلم My Cousin Vinny كمثال للمبدأ أنه يمكن للموكل اختيار محاميه الخاص،  لكن السيناتور الأمريكي جون كينيدي أخبر مرشح محكمة المقاطعة ماثيو إس. بيترسن أن مشاهدة الفيلم غير كافية لان تأهل شخصا ليكون قاضيا فيدراليا، وكان ذلك خلال جلسة كارثية عام 2017 عندما لم يستطع بيترسن الإجابة على أسئلة قانونية أساسية. في أمر اصدر في 5 مارس 2019، استشهد رئيس محكمة الاستئناف بالولايات المتحدة، القاضي ميريك غارلاند ، بفيلم قريبي فيني، دعماً لقراره. هنالك مقطع بالفيلم بخصوص امر ما؛ الذي من المستحيل أنه قد وقع حدوثه لأنه «يستغرق وقتًا أطول من 5 دقائق لطهي الجريش (ذرة مجروشة)». أعطى مؤلفو فيلم Reel Justice: The Courtroom Goes to the Movies (2006) أعلى تصنيف ممكن لهذا للفيلم إلى جانب العديد من الأفلام المستندة على محاكمات حقيقية، مثل فيلم حكم في نورمبورغ وفيلم Breaker Morant . في عام 2008، صنفت ABA Journal الفيلم في المرتبة ال 3 في قائمتها «25 أعظم أفلام قانونية»،  وفي عام 2010 صنفت الشخصية التي مثلها الممثل جو بيشي '(شخصية فيني)' في المرتبة 12 على قائمتها «اعظم 25 محام غير حقيقي باستثناء (Atticus Finch)».
يعتقد لاين، وهي معارض لعقوبة الإعدام، أن الفيلم يعبر عن رسالة ضد عقوبة الإعدام دون «الوعظ بالناس»، ويوضح كيف انه احيانا يكون عدم وجود موثوقية لشهادة شهود العيان. يجد المحامون الفيلم جذابًا، وفقًا للمخرج، لأنه «لا يوجد أي أشرار»، حيث بالفيلم يسعى كل من القاضي والمدعي العام وفيني إلى تحقيق العدالة. صرح لاين أنه حاول هو ولاونر تصوير إجراء العملية القانونية بدقة في شخصية فيني ، وقارن الفيلم بشكل ايجابي بتجربة صنع فيلم المحاكمة والخطأ ، حيث في فيلم المحاكمة والخطا لم يتمكن من إجراء تغييرات الذي اعتبرها ضرورية. 

## ألبوم غنائي
قام بيشي لاحقًا بإعادة تمثيل شخصية فنسنت لاجوارديا جامبيني (بالإنجليزية: Vincent LaGuardia Gambini) من اجل البومه الذي صدر في عام 1998: فنسنت لاجوارديا جامبيني يغني فقط من اجلك (بالإنجليزية: Vincent LaGuardia Gambini Sings Just for You) ، والذي يحتوي على أغنية "Yo، Cousin Vinny". صورة غلاف الألبوم هي الممثل بيشي في بذلة حمراء اللون مماثلة لبذلة ارتداها في الفيلم.

## روابط خارجية
- قريبي فيني على موقع IMDb (الإنجليزية)
- قريبي فيني على موقع ميتاكريتيك (الإنجليزية)
- قريبي فيني على موقع الموسوعة البريطانية (الإنجليزية)
- قريبي فيني على موقع روتن توميتوز (الإنجليزية)
- قريبي فيني على موقع نتفليكس (الإنجليزية)
- قريبي فيني على موقع قاعدة بيانات الأفلام العربية
- قريبي فيني على موقع ألو سيني (الفرنسية)
- قريبي فيني على موقع Turner Classic Movies (الإنجليزية)
- قريبي فيني على موقع أول موفي (الإنجليزية)
- قريبي فيني على موقع بوكس أوفيس موجو (الإنجليزية)
- نسخة من إجراءات المحاكمة نسخة محفوظة 11 نوفمبر 2020 على موقع واي باك مشين.
- دخول جودوز لبلدي ابن عمي فيني: العودة إلى بروكلين